# Explosionsschutzprodukteverordnung
Die Explosionsschutzprodukteverordnung (11. ProdSV) setzt die ATEX-Richtlinie 2014/34/EU zur Harmonisierung der Rechtsvorschriften der Mitgliedstaaten für Geräte und Schutzsysteme zur bestimmungsgemäßen Verwendung in explosionsgefährdeten Bereichen nach Neufassung der erheblich geänderten Europäischen ATEX Produktrichtlinie 94/9/EG in deutsches Recht um. Sie regelt das Inverkehrbringen von neuen Geräten und Schutzsystemen zur bestimmungsgemäßen Verwendung in explosionsgefährdeten Bereichen. Voraussetzung für das Inverkehrbringen ist, dass der Hersteller
- die Geräte und Schutzsysteme mit der CE-Kennzeichnung versieht,
- eine Konformitätserklärung ausstellt,
- die grundlegenden Sicherheitsanforderungen eingehalten hat.

Diese Verordnung gründet auf § 8 Abs. 1 des Produktsicherheitsgesetzes (ProdSG).